# Magnum Bonum

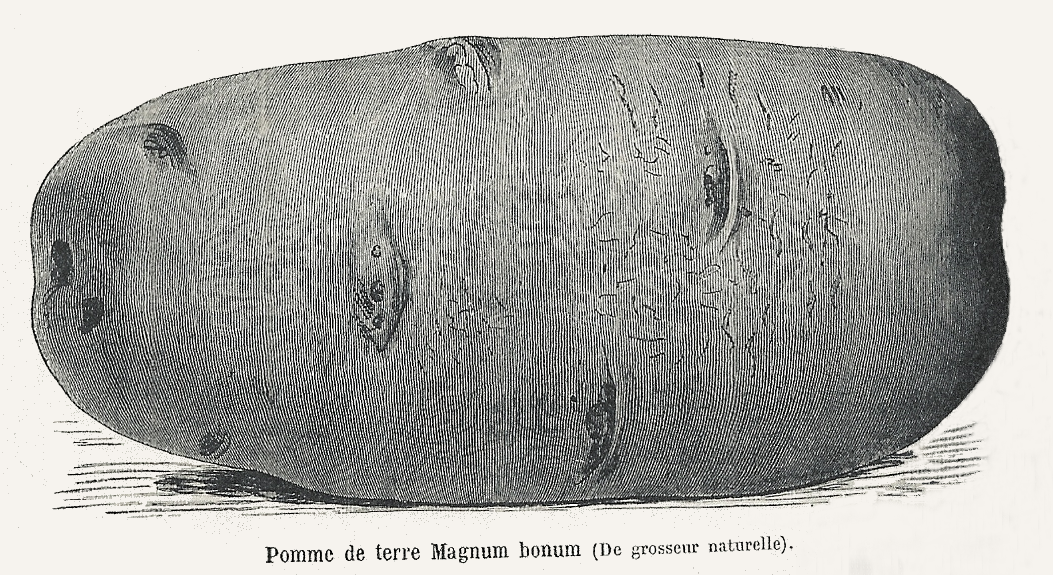
Magnum Bonum

Magnum Bonum är en potatissort från Storbritannien. Den var tidigare vanlig i den europeiska handeln och i synnerhet i Sverige, men har försvunnit därför att den är ljuskänslig och blir lätt grön med hög solaninhalt.
Magnum Bonum skapades 1876 av den engelska trädgårdsmästaren James Clark som en korsning av de två amerikanska potatissorterna Early Rose och Paterson's Vicoria. Vid rätt handhavande är potatisen mycket god och ger goda skördar. Den bör förvaras i täta säckar som inte släpper in ljus.
1986 avslöjade svenska analyser mycket höga halter av glykoalkaloiderna α-solanin och α-chakonin i Magnum Bonum, i snitt 254 mg/kg och upp till 665 mg/kg, vilket är långt över den högsta tillåtna gränsen 200 mg/kg. Sedan dess har sorten praktiskt taget försvunnit från marknaden.
Magnum Bonum togs som ett resultat av analysen 1986 bort ur den svenska sortlistan.